# Gare d’Étain
Gare d’Étain vasútállomás Franciaországban, Étain településen.

## Vasútvonalak
Az állomást az alábbi vasútvonalak érintik:
- Saint-Hilaire-au-Temple-Hagondange-vasútvonal

## Kapcsolódó állomások
A vasútállomáshoz az alábbi állomások vannak a legközelebb:
- Gare de Verdun
- Gare de Conflans - Jarny